# Stephen McPhee
Stephen McPhee (Glasgow, 5 giugno 1981) è un ex calciatore scozzese, di ruolo attaccante.

## Carriera

### Club
Il 1 luglio 2005 l'Hull City paga il suo cartellino 330000 €. Nel gennaio 2008 il Blackpool ne rileva le prestazioni a 275000 €.